# 出羽三山歴史博物館
出羽三山歴史博物館（でわさんざんれきしはくぶつかん）は、山形県鶴岡市にある資料館である。

## 概要
羽黒山頂の出羽三山神社境内に位置。出羽三山の歴史や文化の資料を収蔵、展示している。

## 沿革
- 1915年（大正4年） - 出羽三山神社の宝物館として設立。
- 1952年（昭和27年） - 博物館法の指定を受け、現在の出羽三山歴史博物館と改称。
- 1970年（昭和45年） - 現在の建物が竣工。

## 施設概要
| 2F                 |
| ------------------ |
| 展示室 ロビー      |
| 1F                 |
| 展示室 講堂 事務室 |

## 入館料
- 大人
  - 300円（団体20〜49名：250円、50名以上：200円）
- 高校生・大学生
  - 200円（団体20〜49名：150円、50名以上：100円）
- 小学生・中学生
  - 無料

## 開館期間
4月下旬 - 11月下旬

## 開館時間
- 午前8時30分 - 午後4時30分（最終入館：午後4時）

## 休館日
- 毎週木曜日（7月、8月は無休）

## アクセス
- バス
- JR鶴岡駅前2番乗り場より路線バス「羽黒山頂」、「月山八合目」行き（乗車1時間）→羽黒山頂下車→徒歩5分

駐車場あり